# Ходосівська вулиця
Ву́лиця Ходосівська — вулиця в Голосіївському районі міста Києва, місцевість Корчувате. Пролягає від Віто-Литовського провулку до Набережно-Корчуватської вулиці.
Прилучаються Столичне шосе, Вітянська вулиця і провулок Плещеєва.

## Історія
Виникла в 1-й половині XX століття під назвою 2-а Лагерна вулиця. В 1955 році перейменована на честь російського поета Олексія Плещеєва. 
25 серпня 2022 року отримала сучасну назву — на честь села Ходосівка поблизу Києва.